# Élections législatives de 1885 dans les Ardennes
Les élections législatives de 1885 ont eu lieu les 4 et 18 octobre 1885.

## Élus
|   | Député élu               |  | Groupe parlementaire |
| - | ------------------------ |  | -------------------- |
| 1 | Théophile Armand Neveux  |  | Union des gauches    |
| 2 | Émile Corneau            |  | Gauche radicale      |
| 3 | Eugène Alfred Jacquemart |  | Gauche radicale      |
| 4 | Jean-Baptiste Fagot      |  | Gauche radicale      |
| 5 | Gustave Gobron           |  | Union des gauches    |

## Résultat départemental

### Moyenne par liste
|                | Liste radicale            | 32 331 | 44,61  | 41 872 | 55,14  | 5 |  |  |  |
|                | Liste conservatrice       | 27 792 | 38,35  | 33 271 | 43,82  | 0 |  |  |  |
|                | Liste républicaine modéré | 8 763  | 12,09  |        |        | 0 |  |  |  |
|                | Liste socialiste          | 2 297  | 3,17   | 0      |        |   |  |  |  |
|                |                           |        |        |        |        |   |  |  |  |
| Inscrits       | Inscrits                  | 87 811 | 100,00 | 87 811 | 100,00 | 5 |  |  |  |
| Votants        | Votants                   | 76 120 | 86,69  | 76 180 | 86,75  |   |  |  |  |
| Abstention     | Abstention                | 11 691 | 13,31  | 11 631 | 13,25  |   |  |  |  |
| Blancs et nuls | Blancs et nuls            | 3 642  | 4,78   | 247    | 0,32   |   |  |  |  |
| Exprimés       | Exprimés                  | 72 478 | 95,22  | 75 933 | 99,68  |   |  |  |  |

### Par candidats
| Candidat       | Candidat                 | Tendance            | Premier tour | Premier tour | Deuxième tour | Deuxième tour |
| Candidat       | Candidat                 | Tendance            | Voix         | %            | Voix          | %             |
| -------------- | ------------------------ | ------------------- | ------------ | ------------ | ------------- | ------------- |
|                | Théophile Armand Neveux  | Républicain radical | 33 754       | 46,57        | 42 320        | 55,73         |
|                | Émile Corneau            | Républicain radical | 32 797       | 45,25        | 41 585        | 54,77         |
|                | Eugène Alfred Jacquemart | Républicain radical | 31 468       | 43,42        | 41 741        | 54,97         |
|                | Jean-Baptiste Fagot      | Républicain radical | 31 791       | 43,86        | 41 758        | 54,99         |
|                | Gustave Gobron           | Républicain radical | 31 845       | 43,94        | 41 954        | 55,25         |
|                |                          |                     |              |              |               |               |
|                | Adrien de Wignacourt     | Conservateur        | 28 511       | 39,34        | 33 360        | 43,93         |
|                | Étienne de Ladoucette    | Bonapartiste        | 30 665       | 42,31        | 34 303        | 45,18         |
|                | De Brincourt             | Conservateur        | 28 377       | 39,15        | 33 523        | 44,15         |
|                | Thiébaud                 | Conservateur        | 25 811       | 35,61        | 32 658        | 43,01         |
|                | Barrachin                | Conservateur        | 25 596       | 35,32        | 32 513        | 42,82         |
|                |                          |                     |              |              |               |               |
|                | Auguste Philippoteaux    | Républicain modéré  | 11 933       | 16,46        |               |               |
|                | Étienne Drumel           | Républicain modéré  | 13 094       | 18,07        |               |               |
|                | Lacaille                 | Républicain modéré  | 7 356        | 10,15        |               |               |
|                | Léon Robert              | Républicain modéré  | 5 716        | 7,89         |               |               |
|                | Liès-Bodart              | Républicain modéré  | 5 716        | 7,89         |               |               |
|                |                          |                     |              |              |               |               |
|                | Dumay                    | Socialiste          | 2 480        | 3,42         |               |               |
|                | Blondeau                 | Socialiste          | 2 320        | 3,20         |               |               |
|                | Rose                     | Socialiste          | 2 461        | 3,40         |               |               |
|                | Cosson                   | Socialiste          | 2 154        | 2,97         |               |               |
|                | Bichelberger             | Socialiste          | 2 069        | 2,85         |               |               |
|                |                          |                     |              |              |               |               |
| Inscrits       | Inscrits                 | Inscrits            | 87 811       | 100,00       | 87 811        | 100,00        |
| Votants        | Votants                  | Votants             | 76 120       | 86,69        | 76 180        | 86,75         |
| Abstention     | Abstention               | Abstention          | 11 691       | 13,31        | 11 631        | 13,25         |
| Blancs et nuls | Blancs et nuls           | Blancs et nuls      | 3 642        | 4,78         | 247           | 0,32          |
| Exprimés       | Exprimés                 | Exprimés            | 72 478       | 95,22        | 75 933        | 99,68         |

### Analyse des résultats
Ce scrutin législatif est par liste et la liste qui obtient les meilleurs résultats est la liste du parti radical, qui est alors considérée comme une force de gauche voire d'extrême gauche, bien implantée, et disposant d'une presse. Ceci correspond aussi aux évolutions en cours dans ce département. Plusieurs personnalités oscillent entre les deux tendances  républicaines, modérée et radicale. 
C'est un département qui a à la fois une tradition agricole et industrielle, mais la principale industrie jusqu'alors, l'industrie textile autour de Rethel et de Sedan est en décroissance, de même que l'industrie de la tannerie. Une nouvelle activité industrielle émerge avec force, l'industrie métallurgique, notamment dans la vallée de la Meuse, qui constitue durant les décennies 1860/1870/1880 un prolétariat favorable aux idées de gauche et en forte croissance démographique. Durant les premières décennies, le patronat local parvient à contenir les idées de gauche et favoriser les idées conservatrices, développer les idées d'épargne, etc. Mais le parti radical s'est implanté solidement, à l'image d'un de ses candidats, Émile Corneau, maire de Charleville depuis 1879 et député des Ardennes depuis 1880. C'est un franc-maçon républicain, franc-maçon parrainé par un frère célèbre (Léon Gambetta), et il a créé une presse qui soutient ses idées. À la tête lui-même d'une entreprise de métallurgie, il n'effraie pas, malgré cette étiquette radicale, les électeurs conservateurs,,. 1885 est aussi une année marquée par l'arrivée dans les Ardennes d'un syndicaliste parisien bien connu, Jean Baptiste Clément, envoyé sur place par la Fédération des travailleurs socialistes de France, qui va favoriser le déclenchement des premières grandes grèves au sein de l'industrie métallurgique, démontrant que la masse ouvrière de cette industrie s'organise. Jean Baptiste Clément crée aussi des cercles d'études socialistes, puis quelques années plus tard le Parti ouvrier socialiste révolutionnaire, de tendance allemaniste qui va progressivement prendre après les élections de 1885 la place prépondérante à gauche du parti radical, dans les Ardennes. Ce mouvement politique nouveau est encore en cours de structuration en 1885.
Le département des Ardennes a été aussi profondément marqué par la Guerre franco-allemande de 1870, et les forces conservatrices y ont perdu du crédit. Les républicains modérés, tel le maire de Sedan, Auguste Philippoteaux, sont en retrait au sein d'une opinion politique qui s'est radicalisée fortement dans cette période.